# Majing, Sichuan
Majing (kinesiska: 马井镇, 马井) är en köping i Kina. Den ligger i provinsen Sichuan, i den sydvästra delen av landet, omkring 45 kilometer norr om provinshuvudstaden Chengdu. Antalet invånare är 25 010. Befolkningen består av 12 586 kvinnor och 12 424 män. Barn under 15 år utgör 9,0 %, vuxna 15-64 år 77 %, och äldre över 65 år 13,0 %.
Genomsnittlig årsnederbörd är 1 200 millimeter. Den regnigaste månaden är juli, med i genomsnitt 346 mm nederbörd, och den torraste är december, med 5 mm nederbörd.